# نهر سيمباكونج
نهر سيمباكونج هو نهر بورنيو في مقاطعة شمال كالمنتان بإندونيسيا، طوله حوالي 1600 كم، يمتد في شمال شرق العاصمة جاكرتا.

## الجغرافيا
يتدفق النهر في المنطقة الشمالية الشرقية لجزيرة بورنيو مع مناخ الغابات المطيرة الاستوائية. يبلغ المعدل السنوي لدرجات الحرارة في المنطقة 24 درجة مئوية. أحر شهر هو أغسطس، عندما يكون متوسط درجة الحرارة حوالي 26 درجة مئوية، والأبرد هو يناير عند 22 درجة مئوية. متوسط هطول الأمطار السنوي هو 4020 مم. أكثر الشهور الممطرة هو ديسمبر بمتوسط 393 مم، والأكثر جفافا هو يونيو بمتوسط 251 مم.